# Sayaka Kitahara
Sayaka Kitahara (北原沙弥香, Kitahara Sayaka, née le 29 novembre 1993 à Saitama, Japon), est une idole japonaise, chanteuse, actrice, et seiyū.

## Biographie
Sayaka Kitahara est sélectionnée avec le Hello Pro Egg en 2004, dans le cadre du Hello! Project. Elle débute à 12 ans en 2006 avec un petit rôle dans la comédie musicale Edo kara chakushin?! ~Time slip to kengai~. En 2008, elle rejoint avec Yū Kikkawa le groupe temporaire MilkyWay formé autour de Koharu Kusumi, pour interpréter des génériques pour la série anime Kilari (Kirarin☆Revolution), dans laquelle elle double la voix du personnage Noellie Yukino qu'elle incarne également lors de spectacles "live" et dans l'émission télé pour enfants Oha Suta. Elle sort avec le groupe deux singles qui se classent dans le top 10 à l'oricon. À la fin de la série, le groupe se sépare, et elle rejoint ensuite en 2009 une nouvelle mouture du groupe Tomoiki Ki wo Uetai. Elle joue en 2010 dans le film Kaidan Shin Mimibukuro Kaiki.
En mars 2011, Sayaka Kitahara est graduée du Hello Pro Egg et du Hello! Project, et est transférée chez la maison-mère Up-Front pour y entamer une carrière en solo,  représentée par l'agence Up-Front Agency et Tight Pro Corporation. Elle double depuis lors le personnage de Aoi Sorano dans la série anime Inazuma Eleven GO, et interprète les génériques de fin de la série qui sortent en singles, attribués à « Sorano Aoi (CV: Kitahara Sayaka) ». Elle continue à interpréter de la même manière ceux de la série Inazuma Eleven GO 2 : Chrono Stone qui lui succède en 2012.

## Discographie solo
Albums
Sous l'appellation « Sorano Aoi (CV: Kitahara Sayaka) » (空野葵（CV:北原沙弥香）)
- 6 mars 2013 : Haru no Gradation (春のグラデーション?)

Singles
Sous l'appellation « Sorano Aoi (CV: Kitahara Sayaka) » (空野葵（CV:北原沙弥香）)
- 22 juin 2011 : Yappa Seishun (やっぱ青春?) (générique de fin de la série Inazuma Eleven GO)
- 9 novembre 2011 : Kanari Jūjou (かなり純情?) (générique de fin de la série Inazuma Eleven GO)
- 8 février 2012 : Hajike-Yo!! (HAJIKE-YO!!?) (générique de fin de la série et du jeu vidéo Inazuma Eleven GO - Shine)
- 13 juin 2012 : Natsu ga Yatte Kuru (夏がやってくる?) (générique de fin de la série Inazuma Eleven GO 2 : Chrono Stone)